# Баклабич
Баклабич (*Baçlabič, д/н — 936) — князь стодорян у 921—936 роках.

## Життєпис
Про батьків відсутні відомості. Можливо також співволодарював з іншим князем на ім'я Вацлав. за іншою версією саме його звали Вацлав, а Баклабич походить від ім'я батька або діда — Баклаба. Невідомо сам Баклабич або його попередник заснував місто Бранібор.
Баклабич очолив боротьбу про німецького вторгнення на слов'янські землі. В цьому спирався на союзи з племенами гломачів, нижичів, сорбі, мільчан та чехів (в цей час останнім як регентша правила його донька Драгомира).
Протягом 921—925 років зумів знищити усі залоги на кордонах своїх земель з Східно-Франкським королівством. Але під час великого походу короля Генріха I Птахолова проти стодорян не зміг гідно протидіяти. Зрештою внаслідок голоду вимушений був здати Бранібор. За результатами мирного договору Баклабич видав сина Тугомира як заручника та зобов'язався сплачувати королю Німеччини данину.
Після 928 року про Баклабича замало відомостей. Вважається, що намагався відновити свою потугу задля звільнення свого племені від німецької залежності. Помер у 936 році, заповівши владу онукові. Ім'я того невідомо, проте він очолював війська стодорян до 938 року під час слов'янського повстання проти Оттона I.

## Родина
- Тугомир, князь у 936-940-х роках
- донька (ім'я невідоме), наложниця Оттона I, імператора Священної Римської імперії
- Драгомира, дружина Вартислава I, князя Богемії